# アルフレッド・グウィン・ヴァンダービルト2世
アルフレッド・グウィン・ヴァンダービルト2世 (Alfred Gwynne Vanderbilt, Jr. 1912年9月22日 - 1999年11月12日) はアメリカ合衆国のヴァンダービルト家の相続人、ルシタニア号の沈没により亡くなった英雄アルフレッド・グウィン・ヴァンダービルトの長男。母親は制酸薬ブロモ=セルザーの発明家アイザック・エドワード・エマーソンの娘マーガレット・エマーソンで、アメリカでもっとも裕福な女性であり、国内外に少なくとも7軒の大邸宅を所有する女主人であった。彼の祖父コーネリアス・ヴァンダービルト2世はアメリカのもっとも著名な実業家の1人であり、曽祖父コーネリアス・ヴァンダービルトはニューヨーク・セントラル鉄道の創立者、ニューヨークのグランド・セントラル駅の建築者であり、海運業および鉄道事業の一族企業の祖である。

## 生い立ち
アメリカ人の両親のもと、イングランドのロンドンで生まれた。21歳の誕生日に母マーガレット・エマーソンは彼にメリーランド州グリンドンにある600エーカー (2.4 km2)の馬牧場のサガモア牧場を与え、彼はサラブレッド競馬で成功する。この頃までヴァンダービルト家は鉄道事業の多くから撤退。彼はニューヨークのベルモントパーク競馬場の社長となり、ボルチモアのピムリコ競馬場の主要株主および社長となった。
第二次世界大戦では南太平洋でPTボートの艦長となり、シルバースターを受賞した。退役後は競馬業に戻った。

## 競馬
20世紀のほとんどをアメリカのサラブレッド競馬に尽力。1922年、母に連れられプリークネスステークスで初めて競馬に行った。「これをきっかけに夢中になった」と彼はしばしば語った。21歳の誕生日、母が競馬業を営んでいたメリーランド州グリンドンにあるサガモア牧場を与えられた。初期の頃、彼はしばしば納屋で睡眠をとりながら馬の繁殖や調教を見守った。彼は2度ピムリコ競馬場の社長となったが、初回はまだ20歳の時であった。彼の馬の最初の大きな取引はディスカヴァリーで、ハンデキャップ競走の優秀な馬に数えられ、引退後は種馬となった。1935年、彼はジョッキー・クラブの史上最年少メンバーとなり、ディスカヴァリー、ネクスト・ムーヴ、ベッド・オ・ローゼス、ネイティヴダンサーでエクリプス賞を計4回受賞。1930年代後期から1940年代初頭、ボルチモア外でピムリコ競馬を操業し、1938年、シービスケットとウォーアドミラルの有名なマッチレースを設定。海軍入隊前、ベルモントパーク競馬場とピムリコ競馬場の社長を同時に兼任していた。第二次世界大戦中、南太平洋でPTボートの艦長となり、戦火での勇気を称えられシルバースターを受賞した。退役後、多大なる熱意と共に競馬業に戻り、1952年、ネイティヴダンサーを数々の優勝に導いた。グレイ・ゴーストとニックネームが付けられたネイティヴダンサーは2歳馬として9回優勝し、年度代表馬賞を受賞した。3歳馬では、クレイ・ホイ厩舎のダーク・スターに頭差で負けたケンタッキーダービー以外全てのレースで優勝し最優秀3歳牡馬賞を受賞。ネイティヴダンサーは4歳の時に再度年度代表馬賞を受賞。22試合中、1953年にケンタッキーダービーで2位となった以外の21試合優勝。「サガモアの灰色の幽霊」と呼ばれたネイティヴダンサーはサラブレッド界初のテレビスターで、『TV GUIDE』はこの時代のトップ・アイコンと評した。彼は人生を通じて競馬に携わり、1971年から1975年、ニューヨーク競馬協会の理事会長となった。New York Turf Writers は彼を最優秀競馬功労賞に4回選出し、彼の没後にも授賞した。
1950年代初頭、NBCのクイズ番組『Who Said That? 』にH・V・カルテンボーン、ボリス・カーロフ、アメリカ人女優ダグマーと共にレギュラー解答者として出演した。

## 逝去
1999年11月12日、朝に馬のトレーニングをした後、ニューヨーク州ミル・ネックの自宅で亡くなった。